# Gästrike-Hälsinge golfdistriktsförbund
Gästrike-Hälsinge golfdistriktsförbund omfattar golfklubbarna i Gävleborgs län.

## Alfta-Esbyns golfklubb
Alfta-Esbyns golfklubb i Alfta bildades 1988.
| Alfta-Esbyns golfbana | hål | Par |  |  | Spelklar | Arkitekt: |

## Annefors golfklubb
Annefors golfklubb ligger mellan Bollnäs och Alfta.
| Annefors golfbana | hål | Par |  |  | Spelklar | Arkitekt: |

## Bollnäs golfklubb
Bollnäs golfklubb bildades 1963.
| Hårgabanan | 18 hål | Par 72 | 6216 5824 5251 4736 | Park- och skogsbana | Spelklar 9 hål 1967, 18 hål 1991 | Arkitekt: Nils Sköld, Åke Persson |

## Gnarpsbadens golfklubb
Gnarpsbadens golfklubb i norra Hälsingland bildades 1991.
| Gnarpsbadens golfbana | 18 hål | Par 71 |  | Park- och skogsbana | Spelklar 1992 | Arkitekt: Sune Nordin |

## Gävle golfklubb
Gävle golfklubb bildades 1947. 1988 valdes klubben till Årets golfklubb.
| Gamla banan | 18 hål | Par 72 | 5915 5730 5145 5875 | Park- och skogsbana | Spelklar 1949 | Arkitekt: Nils Sköld |

| Avan | 18 hål | Par 72 | 6334 5769 5533 4792 | Park- och skogsbana | Spelklar 1998 | Arkitekt: Björn Eriksson |

## Hassela golfklubb
Hassela golfklubb bildades 1988.
| Ede golfbana | 18 hål | Par 72 | 6250 5995 5375 | Park- och skogsbana | Spelklar 1993 | Arkitekt: Björn Eriksson |

## Hasselakollektivets golfklubb
Hasselakollektivets golfklubb i Hassela bildades 1991.
| Hasselakollektivets golfbana | 18 hål | Par 70 | 4831 4179 | Park- och skogsbana | Spelklar 1992 | Arkitekt: K-A Westerberg, Ami Ravid |

## Hofors golfklubb
Hofors golfklubb bildades 1965.
| Hofors golfbana | 18 hål | Par 71 | 5536 4875 | Park- och skogsbana | Spelklar 1967 | Arkitekt: Nils Sköld, Sune Linde |

## Hudiksvalls golfklubb
Hudiksvalls golfklubb bildades 1964.
| Idenors golfbana | 18 hål | Par 71 | 5536 4622 | Skogs- och ängsbana | Spelklar 1975 | Arkitekt: Sune Linde, Nils Sköld |

## Högbo golfklubb
Högbo golfklubb bildades 1962. 1982 valdes klubben till Årets golfklubb.
| 18-hålsbanan | 18 hål | Par 72 |  | Park- och skogsbana | Spelklar 9 hål 1964, 18 hål 1973 | Arkitekt: Nils Sköld, Sune Linde |

| 9-hålsbanan | 9 hål | Par 35 |  | Park- och skogsbana | Spelklar 1985 | Arkitekt: Sune Linde, Jan Sederholm |

## Järvsöbadens golfklubb
Järvsöbadens golfklubb i Järvsö bildades 1997.
| Järvsöbadens golfbana | 9 hål | Par 30 |  | Parkbana | Spelklar 1997 | Arkitekt: Per Ångström, Kjell Hansson, Rune Hansson |

## Ljusdals golfklubb
Ljusdals golfklubb bildades 1973.
| Ljusdals golfbana | 18 hål | Par 72 | 5681 4932 | Parkbana | Spelklar 9 hål 1973, 18 hål 1992 | Arkitekt: Nils Sköld, Björn Eriksson |

## Söderhamns golfklubb
Söderhamns golfklubb bildades 1960.
| Söderhamns golfbana | 18 hål | Par 72 | 5995 5715 5425 4940 | Park- och skogsbana | Spelklar 1963 | Arkitekt: Nils Sköld |

## Söråkers golfklubb
Söråkers golfklubb i Bollnäs bildades 1983.
| Mödängebanan | 9 hål | Par 33 | 2025 1799 | Skogsbana | Spelklar 1987 | Arkitekt: Bengt Perzon |